# Scheewege (Wingene)
Scheewege is een gehucht in de Belgische gemeente Wingene. Het ligt een kilometer ten westen van de dorpskern en kerk van Wingene, maar is tegenwoordig door uitbreidende bebouwing en lintbebouwing vergroeid met het dorpscentrum. Het gehucht ligt aan de Hillesteenweg (N370) van Wingene-centrum richting Hille en Zwevezele. De Lavoordestraat loopt er in noordelijke richting naar het gehucht Sint-Elooi.

## Geschiedenis
De plaats is weergegeven op de Ferrariskaart uit de jaren 1770 als het gehucht Scheeweghe Straete. De Atlas der Buurtwegen uit 1841 toont hier bebouwing en vermeldt een herberg Scheewege cabaret. Ook de Vandermaelenkaart uit het midden van de 19de eeuw toont het gehucht Scheewege en vermeldt de herberg.

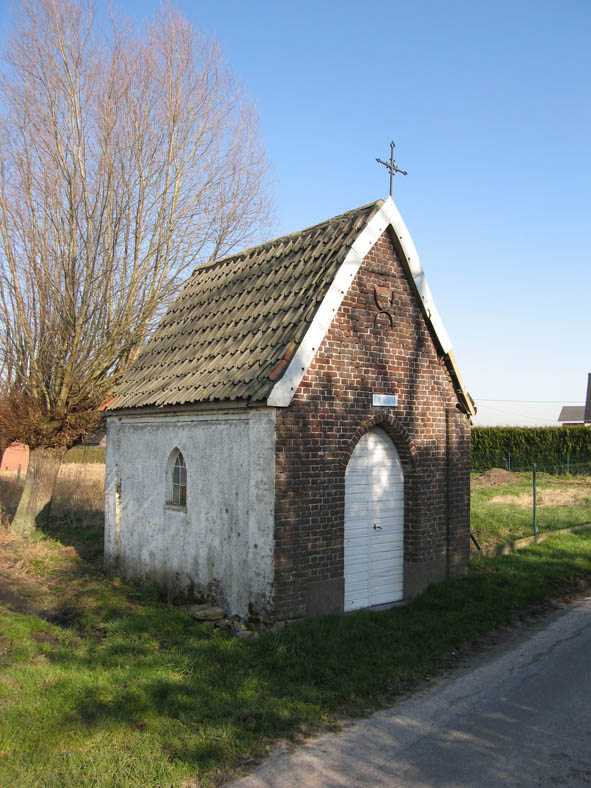
Vincentskapel uit 1887
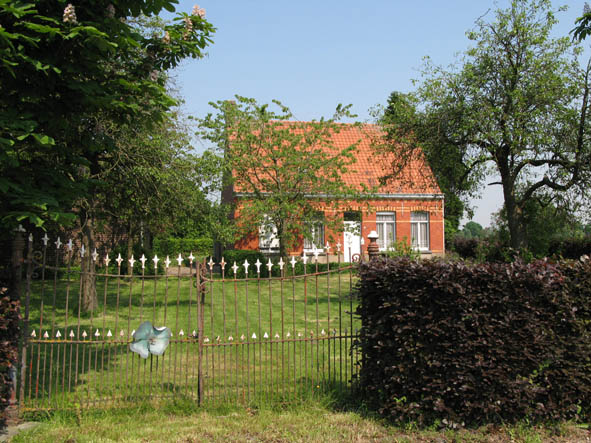
Hoeve uit 1896
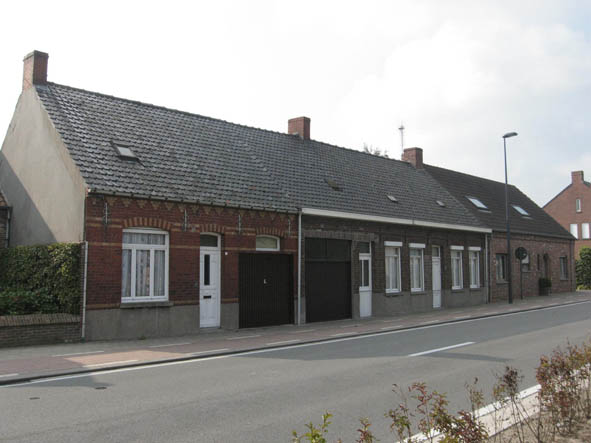
Eenheidsbebouwing uit 2de helft 19de eeuw, langs Hillesteenweg

Deelgemeenten: Ruiselede · Wingene · Zwevezele

Overige kernen: Doomkerke · Hille · Kruiskerke · Scheewege · Sint-Jan · Wildenburg

Belgische gemeenten · Arrondissement Tielt · West-Vlaanderen · Vlaanderen